# Бал-маскарад (фильм)
«Бал-маскарад» (венг. Álarcosbál) — утерянный немой венгерский фильм 1917 года режиссёра Альфреда Деэши. Один из первых фильмов в карьере Белы Лугоши. В основу фильма легла опера Джузеппе Верди «Бал-маскарад», на либретто Антонио Сомма по сюжету Эжена Скриба.
Фильм был впервые показан в театре «Урания» в Будапеште 21 октября 1917 года.
По состоянию на 2021 год фильм считается утерянным.

## Сюжет
До наших дней фильм не сохранился, по этой причине не известно насколько точно он следует сюжету оригинальной постановки. Известно, что фильм состоял их четырёх актов.

## В ролях
| Актёр                                       | Роль                                   |
| ------------------------------------------- | -------------------------------------- |
| Бела Лугоши (под псевдонимом Arisztid Olt)  | Рене, секретарь принца острова Мондеро |
| Энни Гот                                    | Амалия, первая жена Рене               |
| Норберт Дэн                                 | принц, губернатор Мондеро              |
| Дьюла Фехер (под псевдонимом Róbert Fiáth)  | Освальс, командующий флотом Мондеро    |
| Рихард Корнай                               | начальник полиции                      |
| Лайош Геллерт (под псевдонимом Viktor Kurd) | Черкесский слуга                       |

## Производство
«Бал-маскарад» стал ещё одной адаптацией классического произведения от студии Star Film Company. На этот раз оперы Джузеппе Верди «Бал-маскарад», которая была основана на либретто Антонио Сомма по сюжету Эжена Скриба. Как и при работе над фильмом «Король жизни» (1918) того же периода, Норберт Дэн исполнил главную роль принца Мондеро, а Лугоши взял на себя ключевую роль второго плана. В те годы студия Star Film Company часто использовала одних и тех же актёров в своих фильма, постоянных режиссёров, сценаристов и художников-постановщиков. Лугоши выступал под псевдонимом Аристид Ольт (венг. Arisztid Olt). Этот псевдоним он использовал во всех фильмах Star Film Company. Многие фильмы для студии снимал Альфред Деэши и именно он ранее уговорил Белу Лугоши попробовать сняться в кино. В 1917 и 1918 годах Лугоши сыграл по меньшей мере в восьми венгерских немых фильмах и почти во всех них режиссёром был Деэши.

## Релиз
Предварительный показ фильма состоялся в конце октября 1917 года в кинотеатре «Урания» в Будапеште, примерно между 21 и 28 числом. Вышел в прокат 11 марта 1918 года.
На 2021 год не известно ни одной сохранившейся копии фильма.

## Критика
Критики были в восторге, в рецензиях они называли фильм «масштабным» и «великолепной звёздной постановкой». Отмечали мастерство режиссёра Альфреда Деэши. В одном из изданий Будапешта критик написал: «Аристид Ольт сыграл прекрасную, сердечную роль секретаря и своим превосходным мастерством сразу же завоевал признание зрителей». Другой критик из Ньиредьхазы помимо игры Лугоши, отметил ещё и Энни Гот, написав: «Лучшие венгерские киноактёры играют в этой грандиозной трёхактной драме, а Энни Гот и Аристид Ольт блестяще исполняют главные роли». Другой критик писал: «Развитие драмы произвело шокирующий эффект на зрителей... Серия трогательных сцен сопровождалась звуками [благодарности] зрителей и их постоянными аплодисментами».